# كين بورغس
كين بورغس (بالإنجليزية: Ken Burgess)‏ هو كاتب أغاني بريطاني، ولد في 26 نوفمبر 1944 في لندن في المملكة المتحدة.